# Italochrysa uchidae
Italochrysa uchidae là một loài côn trùng trong họ Chrysopidae thuộc bộ Neuroptera. Loài này được Kuwayama miêu tả năm 1927.